# توالتین (اورگن)
توالتین (به انگلیسی: Tualatin) شهری در شهرستان واشنگتن ایالت اورگن است و در سرشماری سال ۲۰۱۱ میلادی، ۲۶٬۰۵۴ نفر جمعیت داشته که نسبت به سال ۲۰۱۰، ۰٫۰۲ درصد رشد جمعیت داشته‌است.

## موقعیت جغرافیایی
موقعیت جغرافیایی شهرها و مناطق اطراف به شرح زیر است: